# Pulja-dura
Pulja-dura  (in russo Пуля-дура?) è un singolo della cantante ucraina Loboda, pubblicato il 19 aprile 2019 su etichetta discografica Sony Music.

## Video musicale
Il 18 aprile 2019, la cantante ha pubblicato un teaser promozionale per la nuova canzone, in cui balla accanto a un paio di scheletri, mentre si spoglia finché non le rimane solo uno scheletro. I Netizens hanno subito accusato la cantante di aver plagiato il video musicale di Rock DJ di Robbie Williams, in cui si spoglia anche fino a diventare uno scheletro, così come C'est dans l'air di Mylène Farmer, in cui balla anche lei con scheletri.
Il 21 maggio 2019 ha presentato il video trailer. Il 4 giugno, Loboda ha pubblicato un video clip a tutti gli effetti. Il video è stato girato in Portogallo, in particolare nell'antico Santuario della Vergine a Cabo Espichel. La regista era Natella Krapivina e l'operatore Nikita Gorodnichenko. L'azione si svolge nel selvaggio West, l'eroina di Loboda sta cercando con tutte le sue forze di sedurre un cowboy. La clip contiene riferimenti a film come Dal tramonto all'alba e Van Helsing. Gli scheletri che appaiono sia in copertina che nel video sono un riferimento alla cultura messicana di Santa Morte.

## Tracce
Testi e musiche di Artem Ivanov e Anatolij Alekseev.
Download digitale
1. Pulja-dura – 3:30

## Classifiche

### Classifiche settimanali
| Classifica (2019) | Posizione massima |
| ----------------- | ----------------- |
| Russia            | 8                 |
| Ucraina           | 11                |

### Classifiche di fine anno
| Classifica (2019) | Posizione |
| ----------------- | --------- |
| Russia            | 67        |
| Ucraina           | 106       |

## Riconoscimenti
- 2020 – Žara Music Awards – Miglior video di un'artista femminile[12]